# Minima

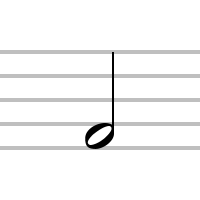
Una minima

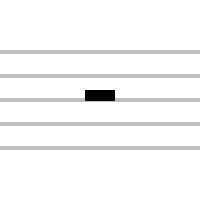
La pausa relativa

Nella notazione musicale, la minima o metà è un valore musicale eseguito con la durata pari alla metà del valore dell'intero.
È rappresentata da un cerchio (o ovale) vuoto con un'asticella verticale sul lato destro (se rivolta in alto) o sul lato sinistro (se rivolta in basso). Il termine minima deriva dal latino minimus con cui si indicava il valore musicale più breve.